# パッセンジャー 過ぎ去りし日々
『パッセンジャー 過ぎ去りし日々』（パッセンジャー すぎさりしひび）は、1987年に松竹系で公開された劇場映画。

## 解説
バイクレーサーの兄とロックシンガーの妹が、過酷な青春の中でお互いの夢を実現させるストーリーを描く。当時アイドルとして人気絶頂だった本田美奈子にとって、生涯唯一出演した映画となった。
原作と制作総指揮は『宇宙戦艦ヤマトシリーズ』の西崎義展、監督は『相棒』『南へ走れ、海の道を!』の和泉聖治が担当。
本田美奈子の初主演作として製作が初めて報道された際のタイトルは『燃えつきた青春』で、公開は1987年7月を予定していた。『映画時報』1987年7月号には『パッセンジャー／燃えつきた青春』と書かれている。
有楽町マリオン新館5階にオープンした丸の内松竹（現：丸の内ピカデリー3）の開場番組でもある。
同時上映は、中国映画の日本語吹き替え版『パンダ物語 ピンピンの大冒険』。

## あらすじ
世界に通用するロックシンガーを目指している立木美奈は、バイクレーサーの立木良介という兄がいる。ある日バイクに乗った不良集団にからまれた美奈は、人気のチャンピオンレーサー・岩下徹に救われ、恋に落ちる。岩下は良介とグランドチャンピオン争いを繰り広げており、次のレースで良介が勝たなければその夢が断たれてしまうかもしれない日々を送っていた。
そんなある日、兄妹の怪しい関係をスクープされたことを知った美奈と良介は、その噂を言いふらした八神信次と大喧嘩し、良介は怪我を負ってしまう。深い傷跡を隠しながら、良介は運命のチャンピオンレースに挑む・・・。

## キャスト
- 立木美奈：本田美奈子
- 立木良介：三田村邦彦
- 岩下徹：宇梶剛士
- リック：ジョナサン・キー・クァン
- 八神信次：岩城滉一
- 片山敬済：片山敬済
- 梶山安夫：本田博太郎
- 吉本育美：小林聡美
- 川西社長：柳生博
- 西島浩一：長谷彰浩
- 小寺典子：岡安由美子
- 片山敬済、岩城滉一
- 片桐竜次、水上功治、谷村好一、高杉俊介、水谷大輔、小沢一義、殺陣剛太ほか

## スタッフ
- 原作・製作総指揮：西崎義展
- 企画：西崎義展、高杉敬治、渡辺正文
- 脚本：古田求
- 監督：和泉聖治
- 音楽：宮川泰、羽田健太郎、375 BAND
- 音楽監督：渋谷森久
- 主題曲：本田美奈子「孤独なハリケーン」
- レースアナウンス：みし奈昌俊
- コンサート司会：小川哲哉
- 撮影：杉村博章
- 編集：鈴木晄
- 美術：横山豊
- 録音：稲村和己
- スチール：赤井博且
- 助監督：長尾啓司
- 照明：佐久間丈彦
- 音響監督：田代敦巳
- 技斗：二家本辰己
- カースタント：スーパードライバーズ
- レースシーンライダー：レーシングチームカタヤマ（新井亮一、菊地正剛、鈴木淳）
- 現像：IMAGICA
- スタジオ：にっかつ撮影所
- 製作：杉崎重美
- プロデューサー：中村賢一、野村芳樹
- 制作協力：松竹映像
- 制作会社：ジャパン・オーディオ・ビジュアル・ネットワーク
- 配給会社：松竹